# Engelbert de Carintia
Engelbert al II-lea (d. 12 sau 13 aprilie 1141) aparținând Casei de Sponheim, a fost margraf de Istria (și de Carniola?) din 1103/1107 până în 1124/1134. În 1123 el a fost devenit duce de Carintia și margraf de Verona, până în 1135 când a abdicat.

## Biografie
Engelbert a fost fiul contelui Engelbert I de Sponheim și al soției sale Hedviga (probabil fiică a ducelui Bernard al II-lea de Saxonia, din familia Billungilor).
În jurul anului 1100 el a întemeiat comitatul de Kraiburg pe moșia preluată de soția sa în Bavaria. Spre deosebire de tatăl său, Engelbert al II-lea a fost un susținător loial al dinastiei Saliene. El a figurat ca garant al regelui german Henric al V-lea la încoronarea acestuia ca împărat romano-german din februarie 1111 și a fost martor ocular la Concordatul de la Worms încheiat de împărat cu papa Calixt al II-lea în septembrie 1122. În același an, fratele său mai mare, Henric al III-lea a devenit duce de Carintia, iar la moartea acestuia din 1123 Engelbert i-a succedat în acest ducat, după ce îl înlocuise deja pe contele Ulrich al II-lea de Weimar în funcția de margraf de Istria și de Carniola din 1107.

## Căsătorie și descendenți
El a fost căsătorit cu Uta, fiica burgravului Ulrich de Passau (d. în jur de 1099). Împreună cu aceasta, a avut următorii copii:
- Ulrich I (d. 1144), succesorul tatălui său, duce al Carintiei din 1135;
- Engelbert al III-lea (d. 1173), succesorul tatălui său ca margraf al Istriei (1124–1171);
- Henric, episcop de Troyes (1145–1164);
- Matilda, căsătorită cu Theobald al IV-lea, conte de Blois și de Champagne;
- Rapoto I (d. 1186), conte de Ortenburg din 1130 și de Kraiburg din 1173;
- Adelaida (d.c. 1178), abatesă la Mănăstirea Göss din 1146;
- Hartwig al II-lea (d.1164) episcop de Regensburg (1155–1164);
- Ida, căsătorită cu contele Guillaume al III-lea de Nevers.

Engelbert al II-lea a murit la abația din Seeon unde este înmormântat.